# Miralem Halilović
Miralem Halilović, né le 22 juillet 1991, à Tuzla en République socialiste de Bosnie-Herzégovine, est un joueur bosnien de basket-ball. Il évolue aux postes d'ailier fort et de pivot.

## Biographie
En juillet 2011, Halilović joue avec l'équipe nationale de Bosnie-Herzégovine au Championnat d'Europe des 20 ans et moins (division B). Il fait partie de l'équipe-type avec le MVP géorgien Tornike Shengelia, le Tchèque Ondřej Balvín, le Belge Dennis Donkor et l'Estonien Rain Veideman. Entre 2017 et avril 2020, il joue pour le club d'Orléans, pour lequel il est désigné capitaine.
Après la saison 2019-2020 de première division dont il est le meilleur marqueur avec 17,6 points de moyenne par match, il rejoint le Metropolitans 92 pour deux saisons au mois d'avril 2020.
En juin 2022, Halilović rejoint pour deux saisons Nanterre 92, autre club des Hauts-de-Seine.

## Palmarès

### En club
- Champion de Croatie 2010-2011 avec le KK Zagreb.
- Vainqueur de la Coupe de Croatie en 2011 avec le KK Zagreb.
- Vainqueur des playoffs d'accession de Pro B 2019 avec Orléans.

### Distinctions personnelles
- Meilleur marqueur de première division 2019-2020 avec une moyenne de 17,6 points par match[4].

## Statistiques

### Championnat
| Saison    | Équipe          | Ligue             | Matches | 5 Majeur | Minutes | % Tirs | % 3-pts | % L-F  | Rbds | Pass dec | Int | Crt | B.p. | Pts  |
| --------- | --------------- | ----------------- | ------- | -------- | ------- | ------ | ------- | ------ | ---- | -------- | --- | --- | ---- | ---- |
| 2011- 12  | KK Zagreb       | A1 Liga           | 12      | 5        | 10      | 61,3 % | 0,0 %   | 0,0 %  | 2,8  | 0,9      | 0,4 | 0,3 | 0,7  | 3,2  |
| 2012- 13  | KK Zagreb       | A1 Liga           | 21      | 7        | 18      | 54,4 % | -       | 53,1 % | 4,9  | 1,6      | 0,8 | 0,6 | 1,9  | 9,0  |
| 2013- 14  | KK Zagreb       | A1 Liga           | 30      | 30       | 30      | 55,7 % | 0,0 %   | 36,6 % | 7,8  | 2,8      | 1,4 | 1,2 | 3,0  | 15,5 |
| 2014- 15  | Dzūkija         | LKL               | 17      | 2        | 15      | 55,2 % | -       | 40,0 % | 3,7  | 0,8      | 0,6 | 0,7 | 0,9  | 6,1  |
| 2014- 15  | KRKA Novo Mesto | SKL               | 16      | 12       | 21      | 46,0 % | 0,0 %   | 65,9 % | 5,2  | 0,9      | 1,1 | 0,5 | 1,7  | 9,1  |
| 2014- 15  | KK Zagreb       | A1 Liga           | 3       | 3        | 32      | 48,0 % | -       | 55,6 % | 8,0  | 4,7      | 1,0 | 0,7 | 3,3  | 17,7 |
| 2015-2016 | KK Zagreb       | A1 Liga           | 26      | 26       | 31      | 54,1 % | 14,3 %  | 46,3 % | 7,7  | 3,5      | 0,9 | 1,0 | 3,0  | 14,6 |
| 2016-2017 | KK Šibenka      | A1 Liga           | 29      | 29       | 27      | 62,8 % | 0,0 %   | 55,7 % | 7,5  | 3,5      | 1,3 | 1,3 | 2,8  | 14,8 |
| 2017-2018 | Orléans LB      | Pro B             | 32      | 27       | 25      | 59,9 % | 0,0 %   | 49,4 % | 6,7  | 2,8      | 1,4 | 0,5 | 2,1  | 13,4 |
| 2018-2019 | Orléans LB      | Pro B             | 41      | 40       | 29      | 58,2 % | 0,0 %   | 48,8 % | 7,8  | 3,8      | 1,4 | 1,0 | 2,5  | 14,3 |
| 2019-2020 | Orléans LB      | première division | 23      | 23       | 29      | 56,9 % | 0,0 %   | 58,0 % | 7,9  | 3,1      | 1,0 | 0,7 | 2,2  | 17,6 |